# Ernest Grosjean
Ernest Grosjean (geb. 18. Dezember 1844 in Vagney; gest. 28. Dezember 1936) war ein französischer Organist und Komponist.

## Leben
Ernest Grosjean war der Neffe und Schüler von Jean-Romary Grosjean, dem Gründer und Direktor des Journal des organistes. Seine weiteren Lehrer waren Henri Hess, Camille-Marie Stamaty und Alexis Chauvet für Klavier, Orgel, Harmonielehre, Komposition und Fuge.
Eine erste Organistenstelle nahm er 1864 an der Kathedrale von Uzès an. Von 1868 bis 1935 war er Organist und Kapellmeister der Kathedrale von Verdun, wo ihm von 1898 bis 1916 die große Jacquot-Jeanpierre-Orgel zur Verfügung stand. Nach der Außerbetriebnahme des Instruments im Ersten Weltkrieg wurde es am 25. März 1935 durch Marcel Dupré und Pierre Camonin wieder eingeweiht. 1935 folgte Camonin als Titularorganist nach.
Ernest Grosjean war der Großvater mütterlicherseits von Élisabeth Brasseur.

## Werke
Grosjean schrieb verschiedene Lehrwerke, u. a. für Harmonielehre, sowie zahlreiche Stücke für Orgel, Klavier, Chor und andere Besetzungen.
- Soixante-dix pièces faciles für Orgel (reprint Musica Rinata, 2007).
- Pièces pour orgue ou harmonium (reprint Armelin Musica, 2007).
- Noël d’alsace et de Lorraine.
- Les anges dans nos campagnes
- Offertoire „O filii et filiæ“ – pour le temps pascal.
- Marche nuptiale, in Journal des Organistes.
- Aria cantabile, in Journal des Organistes (1880).
- Memento für Orgel, ed. Combre.
- Offertoire bref ou Communion
- Prélude
- Méthode pour l’accompagnement du chant grégorien. L.-J. Biton, Saint-Laurent-sur-Sèvre (1917).